# Sagittarius A
Sagittarius A (zkratka Sgr A) je komplex radioemitujících zdrojů ve středu naší galaxie Mléčné dráhy. Na obloze se Sgr A nachází v souhvězdí Střelce, není ovšem pozorovatelný klasickými optickými dalekohledy, neboť se mezi Zemí a Sgr A nachází hustá mračna vesmírného prachu, která znemožňují průnik viditelného světla. Je tedy nutné jej pozorovat pomocí radioteleskopů.
Komplex Sgr A sestává ze tří komponentů kterými jsou: pozůstatek po výbuchu supernovy (Sagittarius A East), spirální struktura (Sagittarius A West) a velice silně zářící rádiový zdroj Sagittarius A*, který se nachází ve středu spirály.

## Sagittarius A East
Tento objekt má šířku maximálně 25 ly a vykazuje známky vybuchlé supernovy, která se mohla odehrát před přibližně 10 000–100 000 lety. K vytvoření objektu o takové velikosti a energii by ovšem bylo třeba 50x až 100x více energie než může „nabídnout“ standardní výbuch supernovy. Vznikla tedy teorie, že Sgr A East je pozůstatkem po výbuchu masívní hvězdy, jejíž rozmetaná hmota byla následně gravitačně stlačena a vtažena gravitačním vlivem černé díry.

## Sagittarius A West

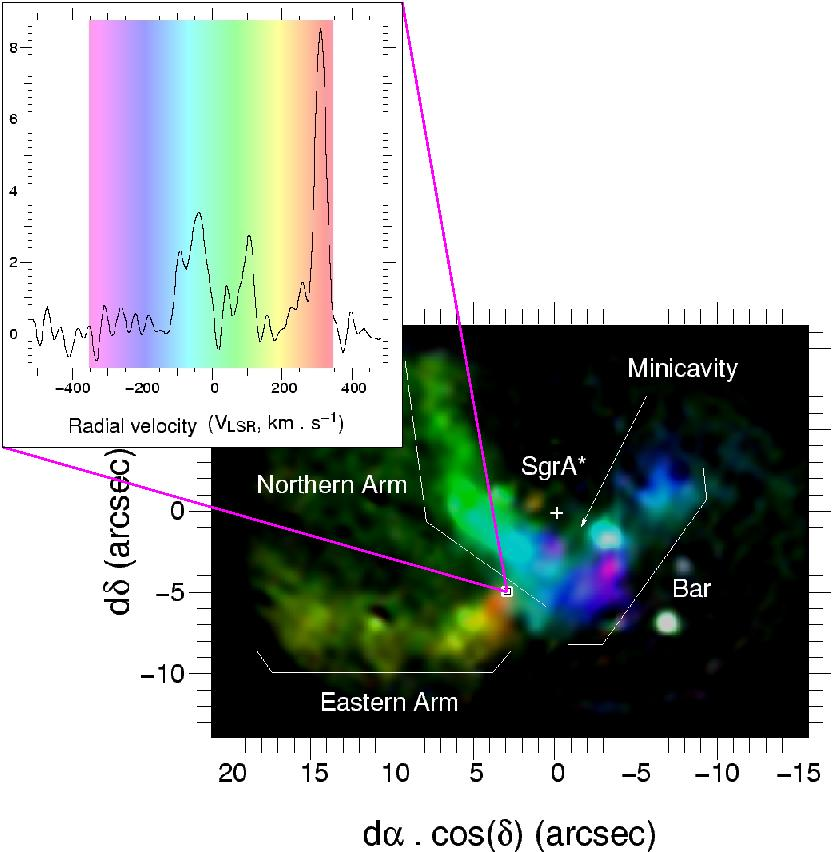
Světlost povrchu a rychlost vnitřní části Sagittaria A West

Sgr A West se jeví jako trojramenná spirála, na základě čehož je někdy také označována jako Minispirála. Její zjev a přezdívka jsou však zavádějící, jelikož ve skutečnosti tento objekt tvar spirály nemá. Je tvořen z několika mračen prachu a plynů, která obíhají Sagittarius A*, přičemž se k němu neustále přibližují rychlostí 1000 km/s. Povrchové vrstvy těchto mračen jsou ionizovány. Zdrojem této ionizace je shluk masívních hvězd, která se nachází v centrálním parseku tohoto objektu.
Sgr A West je obklopen shlukovitým torusem chladných molekulárních plynů (Cirkumnukleární disk) (CND). Projevy a kinematika severního ramena naznačují, že bylo dříve shlukem náležícím do CND, které však „odpadlo“ pravděpodobně z důvodu nějakého nenadálého výkyvu v gravitačních poměrech, kterou mohl způsobit výše zmíněný výbuch supernovy v Sgr A East. Severní rameno se jeví jako severojižní „brázda“ emisí, která ovšem zasahuje daleko směrem na východ a je tedy detekován jako matný, velice rozsáhlý zdroj.
Západní oblouk (mimo zorné pole obrázku napravo) je interpretován jako vnitřní ionizovaný povrch CND. Východní rameno a tzv. Bar jsou pravděpodobně dalšími velkými mračny, která jsou podobná severnímu ramenu, ovšem nesdílejí společně s ní stejnou oběhovou rovinu. Hmotnost každého ramena byla odhadnuta na 20 hmotností Slunce.
Na vrcholu těchto obrovských struktur se nachází spousta malých mračen a „děr“. Mezi nejvýraznější patří např. tzv. Minicavity (Minidutina) v severním rameni.

## Sagittarius A*

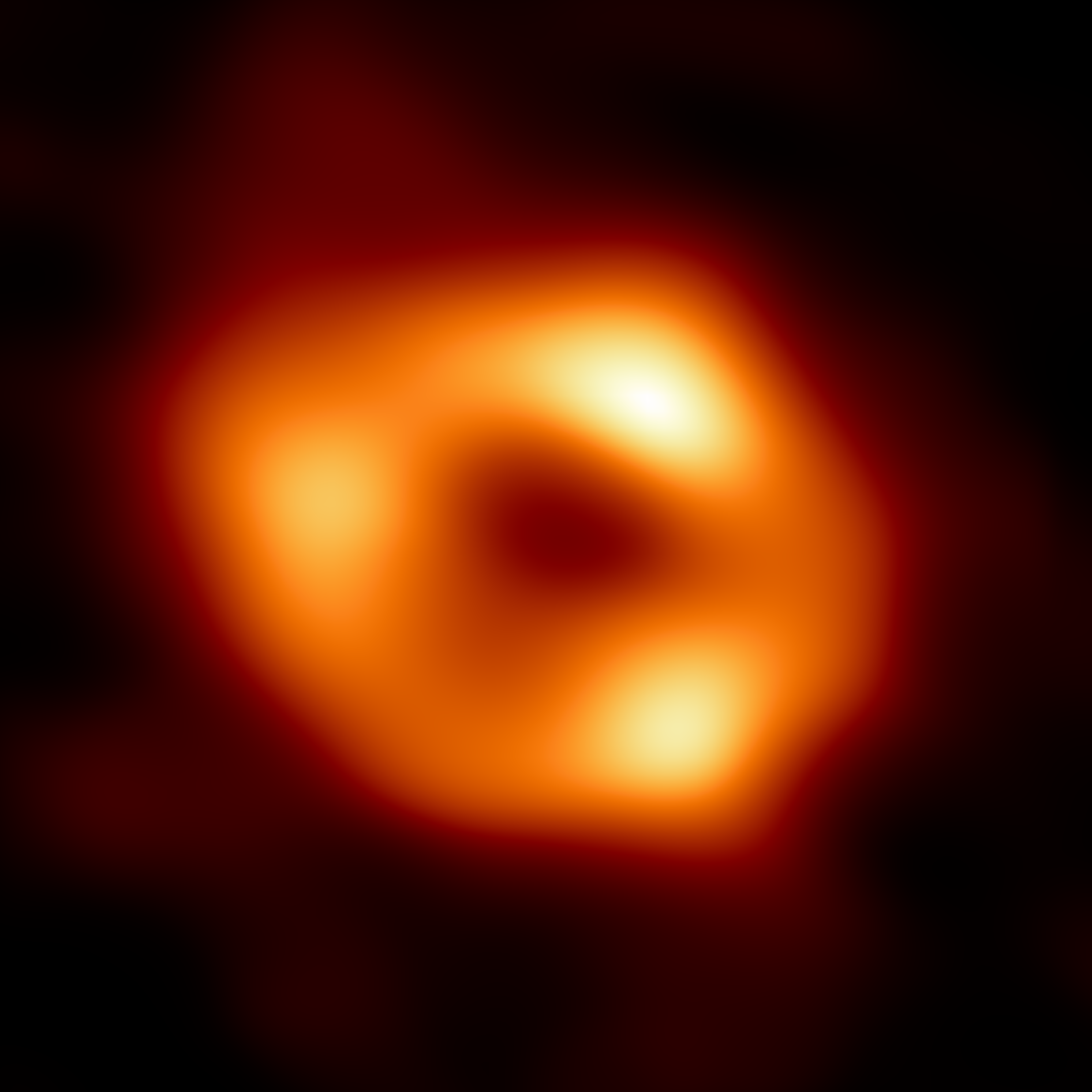
Snímek obří černé díry Sagittarius A* pořízen projektem Event Horizon Telescope

Mnoho astronomů se domnívá, že se v centru naší galaxie prokazatelně nachází obří černá díra. Sagittarius A* (Sgr A*) se jeví jako přijatelný kandidát na místo, kde se má tato černá díra nacházet. Very Large Telescope a Keckovy dalekohledy odhalily hvězdy obíhající Sgr A* obrovskými rychlostmi. Bylo vypočítáno, že například blízká hvězda S2 obíhá Sgr A* rychlostí 5000 km/s, tedy téměř 200krát rychleji než obíhá Země kolem Slunce.